# Villa Cooper

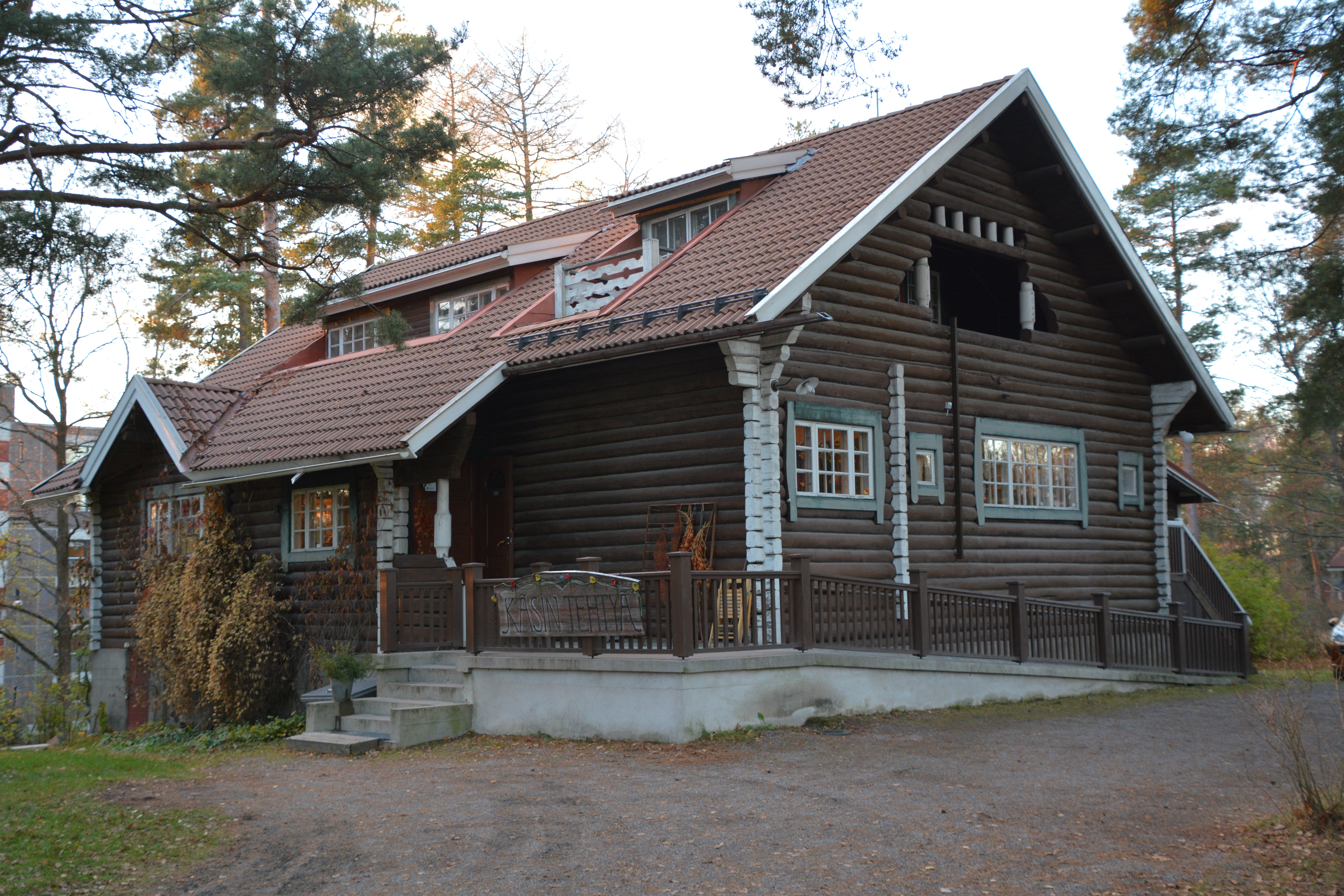
Villa Cooper

Villa Cooper, ursprungligen Villa Enckell, är en villa i Träskända, som har ritats av Lars Sonck.
Villa Enckell, också benämnd Villa Vårbacka, uppfördes 1904 som en omålad stockvilla med skiffertak vid torpet Vårbacka till Träskända gård för målaren och konstkritikern Gösta (1866-1946) och Sigrid Enckell. Denna, och Jean Sibelius villa Ainola, var centrala punkter för konstnärsgemenskapen vid Tusby Strandväg i början av 1900-talet. Villa Enkell låg också nära Juhani Ahos villa Ahola.
Paret Enckell sålde tillbaka fastigheten till Träskända gård 1918, varefter huset flyttades för att bli bostäder och matsal för personal på godset. 
Huset köptes 1931 av mattfabrikanten Edward Cooper (död 1966) och Agneta Cooper (död omkring 2004) och var bostadshus för familjen till Agneta Coopers död 2004. Det skänktes till Träskända kommun 1973 och används sedan 2008 av Järvenpään Käsintekijät (Träskändas konsthantverksförening) som utställningslokal.